# Подводные лодки проекта 091 «Хань»

Внешний вид после модернизации.

Подводные лодки проекта 091 «Хань» (кит. 091型核潜艇, китайское обозначение — 09-I) — серия китайских атомных подводных лодок, построенных в 1967—1991 годах.

## История
Работы по созданию первого проекта китайских атомных подводных лодок начались в 1958 году, когда была сформирована группа молодых специалистов, занятых «проектом 09». Руководителем группы был Пэн Шилу, который окончил Московский энергетический институт, а впоследствии стал академиком и известным китайским учёным. Проектные работы сильно затянулись из-за отвлечения специалистов на более приоритетные задачи, а также в связи с культурной революцией 1960-х годов. В итоге, в завершении работы участвовали французские специалисты, а корабль получил обозначение «проект 091».
Головной корабль был заложен в 1967 году, а строительство всей серии растянулось на 25 лет, поэтому корабли этого класса к началу XXI века уже морально устарели.

## Конструкция
Одновинтовая лодка по характеристикам ближе всего к АПЛ типа «Рюби» ВМС Франции, но имеет значительно большее водоизмещение.
Корпус
Подводные лодки типа «Хань» имеют корпус с обтекаемыми обводами «альбакоровского типа», оптимизированными для подводного движения. Ограждение выдвижных устройств расположено в первой четверти длины корпуса, аналогично американским проектам, и несёт на себе горизонтальные рули.
Силовая установка
Атомный реактор питает турбогенераторы переменного тока, который затем преобразуется в постоянный и приводит в движение гребной электродвигатель, передающий вращение на винт.

## Вооружение
Проект 091 несёт только торпедное вооружение. Все шесть торпедных аппаратов калибра 533 мм размещены в носовой части. Три последних лодки серии несут противокорабельные ракеты YJ8-2, которые запускаются из специальных контейнеров, размещённых за ограждением выдвижных устройств. Запуск возможен только из надводного положения, что является серьёзным недостатком ракет.

## Сравнительная оценка
Несмотря на отсутствие турбозубчатых агрегатов, которые являются одним из основных источников шума подводных лодок, шумность проекта 091 в 2,68 раз превосходит показатели американских АПЛ типа «Лос-Анджелес», имеющих такие агрегаты.

## Представители
| Название / Номер   | Спуск на воду | Ввод в строй | Окончание эксплуатации |
| ------------------ | ------------- | ------------ | ---------------------- |
| ChangZheng 1 (401) | 1970          | 1974         | 2000                   |
| ChangZheng 2 (402) | 1977          | 1980         | 2004                   |
| ChangZheng 3 (403) | 1983          | 1984         |                        |
| ChangZheng 4 (404) | 1987          | 1988         |                        |
| ChangZheng 5 (405) | 1990          | 1991         |                        |

## Современный статус
Первый корабль серии был выведен из эксплуатации в 2000 году, ходят слухи о выводе и второй субмарины, остальные лодки продолжают входить в состав флота Северного моря и базируются на Циндао.
Первая китайская атомная подводная лодка, после дезактивации и переоборудования в музей, была перемещена 15 октября 2016 года на вечную стоянку Военно-морского музея НОАК. Сообщается, что на лодке при переоборудовании в музей была полностью удалена энергетическая установка - не только реакторная, но и турбоэлектрическая часть.